# Tapinauchenius sanctivincenti
Tapinauchenius sanctivincenti là một loài nhện trong họ Theraphosidae.
Loài này thuộc chi Tapinauchenius. Tapinauchenius sanctivincenti được Charles Athanase Walckenaer miêu tả năm 1837.